# Franz Miltner
Franz Miltner (28 octobre 1901 à Vienne - 23 juillet 1959 à Vienne) est un archéologue classique autrichien.

## Biographie
Après des études de philologie et d'archéologie classique à l'université de Vienne, il participe aux fouilles de l'Institut archéologique autrichien (ÖAI) à Éphèse en 1926, ainsi qu'à celles de Carnuntum.
En 1932 après son habilitation à la recherche, il effectue un séjour à Ankara, et obtient en 1940 un poste de professeur ordinaire à l'Institut d'Histoire Ancienne de l'université d'Innsbruck.
Ses sympathies pour le régime nazi conduisent à la perte de son poste de professeur et à sa mise à la retraite anticipée en 1947.
Mais grâce aux efforts déployés par ses amis et collègues, il peut reprendre ses activités archéologiques. À partir de 1954, il reprend ses activités de recherche à l'ÖAI et la direction des fouilles d'Éphèse jusqu'à sa mort en 1959.

## Œuvre
- (de) Das zweite Ampitheater von Carnuntum (1931)
- (de) Das Cömeterium der Sieben Schläfer, Forschungen in Ephesos IX/2 (1936)
- (de) Germanische Köpfe der Antike (1938)
- (de) Grabungsberichte über die Grabungen in Ephesos in den Jahresheften des Österreichischen Archäologischen Instituts
- (de) Ephesos. Stadt der Artemis und des Johannes (1958)